# Fredrik Thorselius
Fredrik Thorselius, född 16 maj 1845 i Ransbergs församling, Skaraborgs län, död 30 april 1905 i Linköpings församling, Östergötlands län, var en svensk organist och tonsättare.

## Biografi
Thorselius studerade vid Kungliga musikkonservatoriet 1878–1879. Han var musiklärare i Västervik 1884–1886 och domkyrkoorganist i Linköping 1887–1905 (ordinarie från 1898) och musiklärare vid läroverket 1886–1905. Han invaldes som ledamot nr 487 av Kungliga Musikaliska Akademien den 28 mars 1895.